# Nederlandse kampioenschappen schaatsen afstanden 2013 - 500 meter vrouwen
De 500 meter vrouwen op de Nederlandse kampioenschappen schaatsen afstanden 2013 werd op zaterdag 10 november 2012 in ijsstadion Thialf te Heerenveen over twee ritten verreden, waarbij de deelneemsters één keer in de binnenbaan en één keer in de buitenbaan startten.
Titelverdedigster was Thijsje Oenema die de titel pakte tijdens de NK afstanden 2012. Er waren vijf startplaatsen te verdienen voor de wereldbeker schaatsen 2012/2013. Dit seizoen waren er geen beschermde statussen meer. Daardoor plaatsten de schaatssters met de vijf snelste 500 meters van zaterdag zich voor de eerste drie wereldbekerwedstrijden. Thijsje Oenema verdedigde met succes haar Nederlandse titel door beide races te winnen.

## Statistieken

### Uitslag
| #      | Schaatsster          | Ploeg                   | 1e          | 2e          | Punten |
| ------ | -------------------- | ----------------------- | ----------- | ----------- | ------ |
| Goud   | Thijsje Oenema       | Team Liga               | 38,51 (1)   | 38,36 (1)   | 76.870 |
| Zilver | Margot Boer          | Team Liga               | 38,66 (2)   | 38,62 (3)   | 77.280 |
| Brons  | Laurine van Riessen  | Danone Activia          | 38,81 (4)   | 38,52 (2)   | 77.330 |
| 4      | Anice Das            | Team Anker              | 38,73 (3)   | 38,87 (6)   | 77.600 |
| 5      | Marrit Leenstra      | Team Van Veen           | 39,06 (7)   | 38,73 (4)   | 77.790 |
| 6      | Annette Gerritsen    | Danone Activia          | 38,92 (6)   | 38,99 (7)   | 77.920 |
| 7      | Lotte van Beek       | Team Van Veen           | 39,01 (6)   | 39,12 (8)   | 78.130 |
| 8      | Mayon Kuipers        | Team Liga               | 39,37 (10)  | 38,86 (5)   | 78.230 |
| 9      | Janine Smit          | Team Liga               | 39,23 (9)   | 39,13 (9)   | 78.360 |
| 10     | Natasja Bruintjes    | Team Corendon           | 39,16 (8)   | 39,42 (10)  | 78.580 |
| 11     | Marit Dekker         | Team Anker              | 39,37 (10)  | 39,48 (11)  | 78.850 |
| 12     | Floor van den Brandt | Team Corendon           | 39,61 (12)  | 39,50 (12)  | 79.110 |
| 13     | Bo van der Werff     | Team Anker              | 39,76 (13)  | 39,72 (13)  | 79.480 |
| 14     | Moniek Klijnstra     | Gewest Friesland        | 39,82 (14)  | 39,90 (16)  | 79.720 |
| 15     | Letitia de Jong      | Team Anker              | 39,95 (19)  | 39,78 (14)  | 79.730 |
| 16     | Leslie Koen          | Gewest Friesland        | 39,941 (18) | 39,870 (15) | 79.811 |
| 17     | Manon Kamminga       | Team Liga               | 39,897 (17) | 39,926 (17) | 79.823 |
| 18     | Britt van der Star   | Gewest NH/U             | 39,88 (16)  | 40,02 (18)  | 79.900 |
| 19     | Rosa Pater           | Gewest NH/U             | 39,83 (15)  | 40,26 (20)  | 80.090 |
| 19     | Bente van den Berge  | Jong Oranje             | 40,37 (20)  | 40,13 (19)  | 80.500 |
| 21     | Emma van Rijn        | Gewest NH/U             | 40,42 (21)  | 40,66 (21)  | 81.080 |
| 22     | Anna Julia Janssen   | Topteam Noord-Nederland | 41,44 (22)  | 41,19 (22)  | 82.630 |

### Loting 1e 500 m
| Rit | Binnenbaan         | Buitenbaan           |
| --- | ------------------ | -------------------- |
| 1   | Anna Julia Janssen | Emma van Rijn        |
| 2   | Moniek Klijnstra   | Bente van den Berge  |
| 3   | Manon Kamminga     | Leslie Koen          |
| 4   | Rosa Pater         | Floor van den Brandt |
| 5   | Lotte van Beek     | Letitia de Jong      |
| 6   | Natasja Bruintjes  | Marit Dekker         |
| 7   | Britt van der Star | Bo van der Werff     |
| 8   | Marrit Leenstra    | Anice Das            |
| 9   | Mayon Kuipers      | Laurine van Riessen  |
| 10  | Annette Gerritsen  | Thijsje Oenema       |
| 11  | Margot Boer        | Janine Smit          |

### Ritindeling 2e 500 m
| Rit | Binnenbaan           | Buitenbaan         |
| --- | -------------------- | ------------------ |
| 1   | Emma van Rijn        | Anna Julia Janssen |
| 2   | Bente van den Berge  | Manon Kamminga     |
| 3   | Letitia de Jong      | Britt van der Star |
| 4   | Leslie Koen          | Rosa Pater         |
| 5   | Bo van der Werff     | Moniek Klijnstra   |
| 6   | Floor van den Brandt | Mayon Kuipers      |
| 7   | Marit Dekker         | Natasja Bruintjes  |
| 8   | Janine Smit          | Marrit Leenstra    |
| 9   | Laurine van Riessen  | Lotte van Beek     |
| 10  | Anice Das            | Annette Gerritsen  |
| 11  | Thijsje Oenema       | Margot Boer        |

1987 · 
1988 · 
1989 · 
1990 · 
1991 · 
1992 · 
1993 · 
1994 · 
1995 · 
1996 · 
1997 · 
1998 · 
1999 · 
2000 · 
2001 · 
2002 · 
2003 · 
2004 · 
2005 · 
2006 · 
2007 · 
2008 · 
2009 · 
2010 · 
2011 · 
2012 · 
2013 · 
2014 · 
2015 · 
2016 · 
2017 · 
2018 · 
2019 · 
2020 · 
2021 · 
2022 · 
2023 · 
2024 · 
2025